# برلین جدید (ویسکانسین)
برلین جدید، ویسکانسین  (به انگلیسی: New Berlin) شهری در شهرستان واکیشا ایالت ویسکانسین است که در سال ۱۹۵۹ بنیان‌گذاری شده‌است. این شهر طبق سرشماری سال ۲۰۱۰ میلادی ۳۹٬۵۸۴ نفر جمعیت داشته‌است.